# Neopsicodèlia
La neopsicodèlia és la música que emula o que està en gran part influenciada per la música psicodèlica dels anys 60. Va ressorgir a finals dels anys 70 i a principis dels 80 entre les bandes post-punk britàniques i va ser assimilada per grups de les escenes Paisley Underground i Madchester, despertant també l'interès esporàdic d'artistes i de grups de gran popularitat del nou mil·lenni.

## Característiques
Els trets neopsicodèlics manlleven diversos elements de la música psicodèlica dels anys 60. Alguns emulen al pop psicodèlic de grups com The Beatles o Pink Floyd, d'altres adopten les guitarres jangly del folk rock de grups com The Byrds, o distorsionen les formes lliures de la improvisació musical (jam session) i de l'experimentalisme sonor del rock àcid de finals dels anys 60. Part de la música neopsicodèlica s'ha centrat d'una manera explícita sobre les experiències amb les drogues o bé ha estat utilitzada com a complement de lletres surrealistes o de caràcter polític.

## Història

### Anys 80

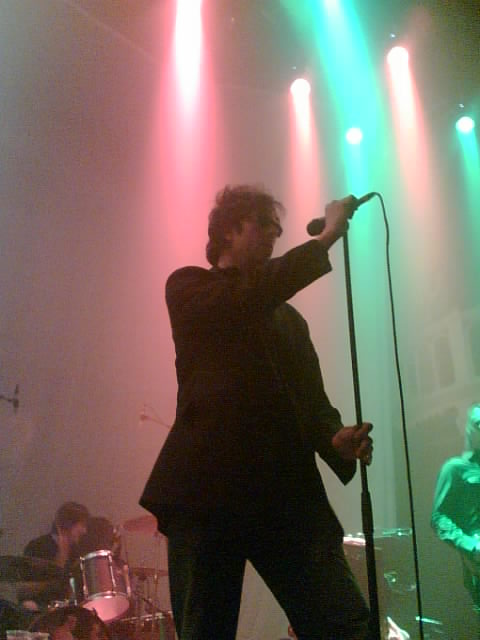
El pioner grup neopsicodèlic Echo & the Bunnymen actuant el 2006 a Amsterdam.

El rock psicodèlic, com a gènere diferent, va declinar cap a finals dels anys 60 en grups que es van traslladar cap a noves formes de música, com el heavy metal i el rock progressiu. Ocasionalment la neopsicodèlia ha fet alguna incursió en el pop de gran popularitat, com en els treballs de Prince de mitjans dels anys 80 o en algunes de les produccions de Lenny Kravitz dels 90, però principalment ha tingut el domini dels grups de música alternatius i d'indie rock. Va començar a ressorgir després del moviment punk rock de finals dels anys 70 i principis dels 80, per grups britànics de l'escena post-punk com The Teardrop Explodes, Echo & the Bunnymen, The Soft Boys, The Cure i The Glove. Siouxsie and the Banshees també es van incorporar a l'escena de la psicodèlia moderna el 1982 amb el seu àlbum A Kiss in the Dreamhouse. A Londres, després d'Holanda, The Legendary Pink Dots van barrejar pop i psicodèlia exòtica amb influències neoclàssiques. En els EUA, a principis dels anys 80 aquests grups es van unir al moviment Paisley Underground, establert a Los Angeles, amb grups com The Dream Syndicate, The Bangles i Rain Parade. A la costa est dels Estats Units, la neopsicodèlia va ser adoptada pels nous grups de new wave dels anys 80, com Lyres de Boston o The Fuzztones, The Chesterfield Kings i The Vipers de Nova York.
Influenciada per la música house, el northern soul i el funk, una variant menys nostàlgica de la neopsicodèlia, sobrenomenada "scallydelia", es va desenvolupar a finals dels anys 80 entre els grups de rock alternatiu de l'escena Madchester, com The Stone Roses, Inspiral Carpets i The Farm. Entre els altres grups del rock alternatiu que també van aprofundir en el terreny de la neopsicodèlia hi ha The Bevis Frond, Spacemen 3, Mercury Rev i The Flaming Lips. A finals dels 80 va néixer el shoegazing, el qual, entre altres influències, es va inspirar en la música psicodèlica dels anys 60. El crític Simon Reynolds es va referir a aquest moviment com una erupció "borrosa" de grups neopsicodèlics. A través de potents murs de so, on els instruments individuals i fins i tot les veus eren sovint indistingibles, van seguir la iniciativa del noise pop i el dream pop grups com My Bloody Valentine (sovint considerats com el primer grup a sorgir de l'escena shoegazing), The Jesus and Mary Chain i Cocteau Twins.

### Dels anys 90 fins a l'actualitat

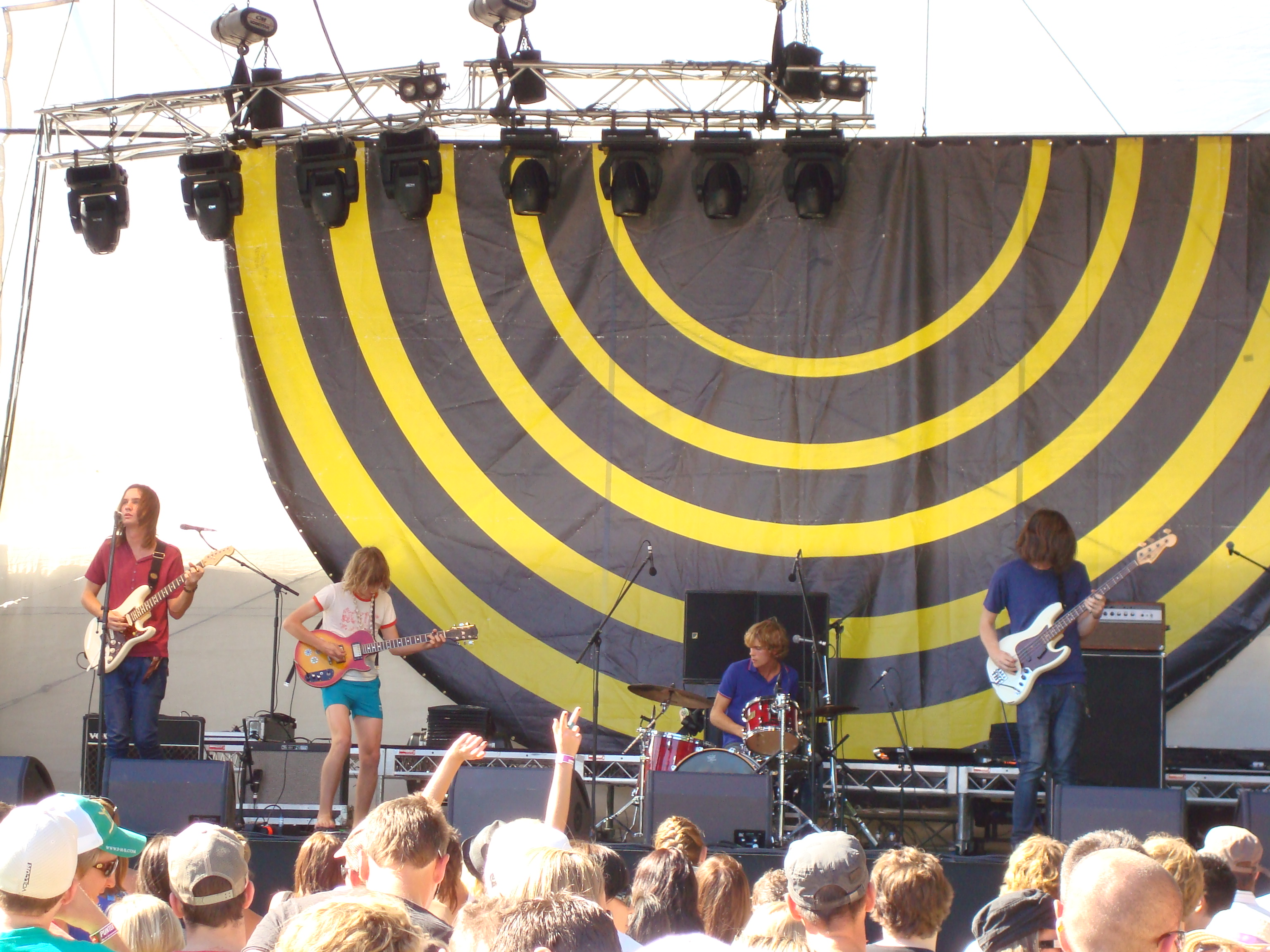
El grup Tame Impala actuant el 2009 al V Festival.

En els anys 90, el col·lectiu Elephant 6, amb grups com The Apples in Stereo, The Olivia Tremor Control, Neutral Milk Hotel, Elf Power i of Montreal, va produir rock i folk eclèctic i psicodèlic. Altres grups que a partir dels anys 90 van contribuir a la música psicodèlica van ser The Brian Jonestown Massacre, Porno for Pyros, Super Furry Animals i The Dandy Warhols. A principis dels anys 90 també va emergir l'stoner rock, combinant elements del rock psicodèlic, blues rock i doom metal. L'stoner rock utilitzava tempos lents-a-mitjans, amb el protagonisme de guitarres d'afinació greu amb un so baix contundent, veus melòdiques i producció "retro", amb Kyuss i Sleep com a grups pioners.
Al Regne Unit, l'escena Madchester va influenciar el so inicial dels grups de britpop dels anys 90, com Blur. The Verve va barrejar la psicodèlia dels anys 60 amb l'estètica shoegazing. Oasis també va utilitzar el pop i rock psicodèlics dels anys 60, especialment en l'àlbum Standing on the Shoulder of Giants de l'any 2000. En la immediata era post-britpop, Kula Shaker va incorporar els sons de guitarra arremolinats i d'alta presència provinents de la psicodèlia de finals dels anys 60, amb el misticisme i l'espiritualitat de l'Índia. En el nou mil·lenni, la música neopsicodèlica ha continuat amb bandes que emulen directament la sonoritat dels anys 60 com Tame Impala, Pond, Crystal Antlers i The Essex Green, mentre que grups com Animal Collective han aplicat un enfocament experimental que combina gèneres dels anys 60 i d'actuals.